# Cmereška Gorca
Cmereška Gorca este o localitate din comuna Podčetrtek, Slovenia, cu o populație de 83 de locuitori.